# 26. Kurentovanje (1986)
Kurentovanje 1986 je bil šestindvajseti uradni ptujski karneval, 9. februarja, na pustno nedeljo.
Skupaj sta ga soorganizirala Folklorno društvo Ptuj in Turistično društvo Ptuj. Obisk je bil zaradi močnega sneženja in zametov in mraza zelo klavrn. Cena vstopnice z značko pa je znašala 200 dinarjev.
Popoldan je pred nekaj tisoč gledalci nastopilo vsega skupaj 25 kurentov. Organizatorji so morali od zjutraj na hitro splužiti sneg, medtem pa so glavne ceste ostale neočiščene. Sama prireditev je bila le bleda senca prejšnjih. Dogodek je primerjljiv z letom 1969 ko je na dan povorke zapadlo kar 66 centimetrov snega. 
Razen dveh godb in nekaj pustnih likov, letos karnevalskih mask skorajda ni bilo. In izjemoma tudi ni bilo predvideno, saj je bil to leto program za razliko od prejšnjih let začrtan nekoliko drugače; le 1 folklorna skupina iz Bitole (dopoldan) in nastop v glavnem entografskih mask (popoldan), brez karnevalske povorke.
Nagrad to leto niso podeljevali, saj karnevalska povorka ni bila organizirana, pustnih šem pa je bilo le za vzorec.

## Spored

### Dopoldanski odpovedan nastop makedonske folklorne skupine
Ob 10.30 uri – na mestni tržnici je bil predviden nastop folklorne skupine "Aleksander Turudžev" iz makedonske Bitole.
A je bil dopoldanski dogodek zaradi močnega sneženja odpovedan. Zbralo se je vsega 22 radovednih obiskovalcev.

### Popoldanski nastop etnografskih likov
Ob 14.00 uri – popoldan je na mestnih ulicah s ciljem na mestni tržnici nastopilo preko 15 folklornih in pustnih skupin. Na mrzlo pustno nedeljo je zapadlo 25 cm suhega snega, dva dni kasneje, na pustni torek ga je bilo skupaj že rekordnih 73 centimetrov.
Priložnost, sicer z nekoliko skrajšanim programom zaradi sneženja (skrajšano traso), je vmes dobila tudi folklorna skupina "Aleksander Turudžev" iz makedonske Bitole, čigar nastop je bil prvotno načrtovan dopoldan, a je bil odpovedan. Nastopilo je vsega nekaj deset kurentov.
- 1. Godba na pihala (Litostroj Ljubljana)
- 2. Maržuretke (Ljubljana)
- 3. Pustni in etnološki liki iz osnovnih in drugih šol
- 4. Kopjaši (Markovci)
- 5. Ples z bosmani (Markovci)
- 6. Orači (Podlehnik)
- 7. Ženitovanjski plesi (Poljčane)
- 8. Vile (Zabovci)
- 9. Klada (Spodnja Polskava)
- 10. Mali orači (Lancova vas)
- 11. Haloški Jürek (Dolena)
- 12. Plesaši (Pobrežje, Videm)
- 13. Pustni plesaši (Motvarjevci, Prekmurje)
- 14. Blumarji (Beneška Slovenija, Italija)
- 15. Pustovi (Drežnica, Kobarid)
- 16. Piceki in kokotovci (Markovci)
- 17. Ples s tortami (Sveti Jurij ob Ščavnici)
- 18. Zvončarji (Opatija)
- 19. Orači (Lancova vas)
- 20. Ženitovanjski plesi (Globasnica, Avstrija)
- 21. Licije (Lancova vas)
- 22. Vasiličarski barbari (Bitola)
- 23. Šrangarji (Obrež, Središče ob Dravi)
- 24. Glöcklerlauf (Trieben, Avstrija)
- 25. Orači (Markovci)
- 26. Pustni plesači (Šmartno na Pohorju)
- 27. Kopanjarice (Stojnci)
- 28. Rusa, medved in drugi pustni liki (Markovci)
- 29. Maškure (Turčišće, Čakovec)
- 30. Ploharji (Cirkovci)
- 31. Koranti (Ptuj in okoliške vasi)

## Predvidena celotna trasa

### Mednarodna karnevalska povorka
Originalno začrtana trasa, ki pa so jo zaradi obilnega snega precej skrajšali, s ciljem na mestni tržnici.
- Slovenski trg (zbor) – Murkova – Trg mladinskih brigad (Mestni trg) – Lackova – Trstenjakova – Hotel – Osojnikova – Ciril Metodov Drevored – Potrčeva – Srbski trg (Upravna enota Ptuj) – Titov trg (Mestna tržnica) – Miklošičeva – Trg mladinskih brigad (Mestni trg) – Krempljeva – 
Trg Svobode (Minoritski trg) – Dravska (razhod)